# フランシスコ・ドゥリオ
パコ・ドゥリオ（スペイン語: Paco Durrio）として知られているフランシスコ・ドゥリオ・デ・マドロン（スペイン語: Francisco Durrio de Madrón、1868年5月22日 - 1940年8月30日）は、スペインの彫刻家・陶芸家である。1888年からフランスのパリで活動し、ポール・ゴーギャンやパブロ・ピカソらと活動した 。

## 経歴
スペイン・カスティーリャ・イ・レオン地方のバリャドリッドで生まれた。幼いころ、バスク地方のビルバオに移り、1831年までビルバオで美術を学び、その後マドリードに移り、彫刻家のフスト・デ・ガンダリアスに学んだ。1888年に当時のスペインの多くの芸術家と同じようにパリに修行に出た。パリでは、ポール・ゴーギャンを中心とする芸術家グループに加わった。ゴーギャンがタヒチから戻っていた1893年から1895年の間の数週間、グランド・ショミエール通りのアトリエを共有した。タヒチで陶芸を始めたゴーギャンの影響を受け、陶芸を始めた。
1896年に最初の展覧会に参加した。1900年にビルバオの現代美術展（Exposition d’Art Moderne de Bilbao）にも参加した。1901年にモンマルトルの集合アトリエ兼住宅の「洗濯船」に移った。1904年にこのアトリエをパブロ・ピカソに譲り、「洗濯船」近くに家を建て、陶芸用の窯を作った。ピカソに陶芸を教え、ピカソの1905年の最初の陶芸作品はドゥリオが焼成した。
ビルバオ出身の音楽家、ホアン・クリソストモ・アリアーガの記念碑のデザイン・コンクールで優勝し、1905年から制作を始め、アリアーガの像では無く、竪琴を持ったミューズ、メルポメネの像を制作した。この像の設置は1933年になった。
フランスのギヨーム・アポリネールやシャルル・モリスといった批評家からドゥリオの作品は評価された。ドゥリオは友人の画家たちの絵画を収集した。
1940年にパリの病院で貧しいままに亡くなった。1945年のサロン・ドートンヌで回顧展が開かれた。ドゥリオの作品はビルバオ美術館やパリのオルセー美術館に収蔵されている。

## 作品

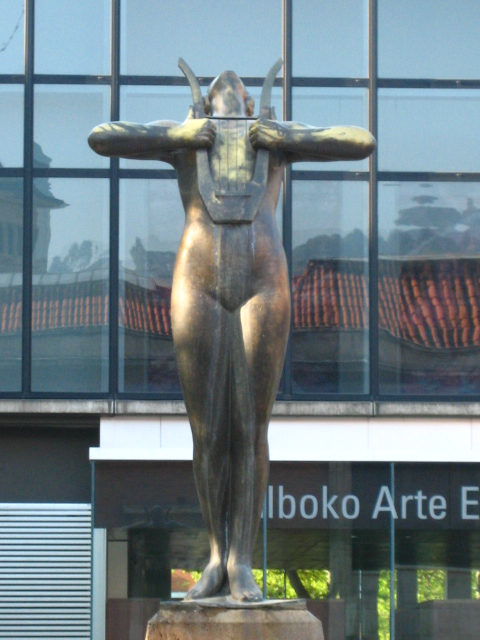
アリアーガの記念碑、ビルバオのドニャ・カシルダ・イトゥリサル公園
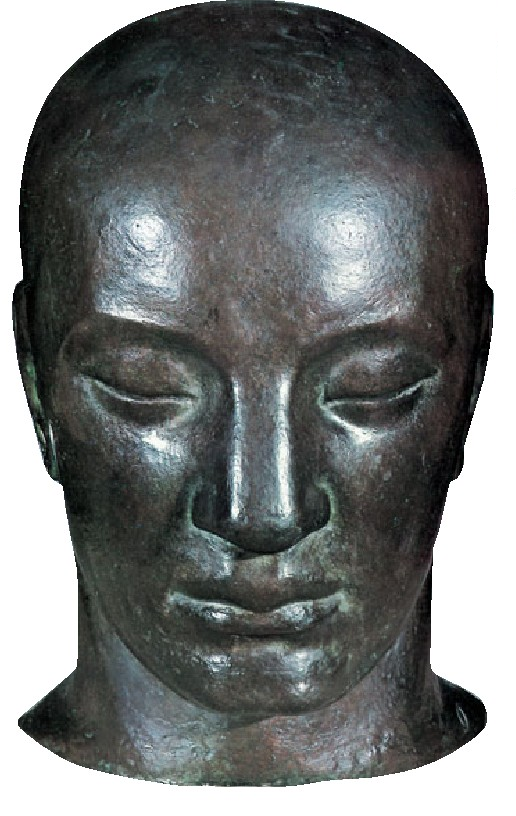
男性の頭部